# Monolith von Seefelden
Der Monolith von Seefelden ist ein Findling in Seefelden, einem Ortsteil von Uhldingen-Mühlhofen im Bodenseekreis in Baden-Württemberg. Möglicherweise handelt es sich um einen Menhir oder einen anderen in vorgeschichtlicher Zeit bedeutsamen Stein.

## Lage und Fundgeschichte
Der Stein befindet sich direkt im Ort. Er lehnt an der Kirchhofmauer der Pfarrkirche St. Martin.

## Beschreibung
Über das Material des Findlings liegen keine Angaben vor. Er ist plattenförmig, annähernd rechteckig und verjüngt sich nach oben. Auf einer Schmal- und einer Breitseite sind zahlreiche Kerben zu erkennen, bei denen es sich wahrscheinlich um moderne Pflugspuren handelt. Der Stein hat eine Höhe von 160 cm, eine Breite von 100 cm und eine Dicke von 80 cm. Es liegen keine genaueren Informationen über die Fundumstände des Steins vor. Spekulationen darüber, dass es sich um einen Menhir handle, kamen wahrscheinlich während des Dritten Reiches auf, konnten aber bislang nicht erhärtet werden.